# Teatro Chico
El Teatro Chico és un teatre situat al carrer Pimienta núm. 1 de Santa Cruz de La Palma, a l'illa de La Palma, Illes Canàries. Va ser creat l'any 1866 com a lloc de celebració d'espectacles públics.